# Mario Ferrari Aggradi

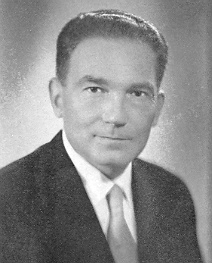
Mario Ferrari Aggradi

Mario Ferrari Aggradi (* 13. März 1916 in La Maddalena, damals Provinz Sassari, Sardinien; † 24. Dezember 1997 in Rom) war ein italienischer Politiker der Democrazia Cristiana (DC), der zwischen 1953 und 1976 Mitglied der Camera dei deputati war und mehrmals Minister in verschiedenen Regierung waren. Unter anderem war er 1968 für einige Monate Finanzminister Italiens. Später gehörte er von 1979 bis 1992 als Mitglied dem Senato della Repubblica an.

## Leben
Ferrari Aggradi absolvierte nach dem Schulbesuch ein Studium der Rechtswissenschaften und hatte später eine Professur für Rechtswissenschaften innehatte. 1943 gehörte er zu den Mitarbeitern am Codice di Camaldoli, dem Wirtschaftsprogramm der katholischen Democrazia Cristiana.
Bei der Wahl vom 7. Juni 1953 wurde er als Kandidat der DC erstmals zum Mitglied der Abgeordnetenkammer (Camera dei deputati) gewählt und vertrat in diesem bis zum 2. März 1976 die Interessen der Provinz Venedig.
Am 17. Juni 1953 wurde Ferrari Aggradi von Ministerpräsident Alcide De Gasperi erstmals in ein Regierungsamt und bekleidete in der Folgezeit bis zum 1. Juli 1958 die Funktion als Unterstaatssekretär im Haushaltsministerium (Sottosegratario di Stato al Bilancio) in den Kabinetten De Gasperi VIII, Pella, Fanfani I, Scelba, Segni I und Zoli.
Im zweiten Kabinett Fanfani übernahm Ferrari Aggradi am 1. Juli 1958 sein erstes Ministeramt und fungierte bis zum 15. Februar 1959 als Minister für Landwirtschaft und Forsten (Ministro dell’Agricoltura e Foreste). Danach war er vom 15. Februar 1959 bis zum 26. Juli 1960 in den Kabinetten Segni II und Tambroni Minister für staatliche Beteiligungen (Ministro delle Partecipazioni Statali). Gleichzeitig bekleidete er vom 11. April bis zum 26. Juli 1960 kommissarisch das Amt des Verkehrsministers (Ministro die Trasporti).
Im ersten und zweiten Kabinett Moro war Ferrari Aggradi zwischen dem 4. Dezember 1963 und dem 23. Februar 1966 abermals Minister für Landwirtschaft und Forsten. Im zweiten Kabinett Leone war er vom 24. Juni bis 12. Dezember 1968 Finanzminister (Ministro delle Finanze) sowie anschließend zwischen dem 12. Dezember 1968 und dem 24. März 1969 im ersten Kabinett Rumor, ehe er nach einer Kabinettsumbildung vom 24. März 1969 und dem 27. März 1970 im Kabinett Rumor I und Kabinett Rumor II Minister für öffentlichen Unterricht (Ministro della Pubblica Istruzione) war. Im dritten Kabinett Rumor fungierte er zwischen dem 27. März 1970 und dem 6. August 1970 als Minister ohne Geschäftsbereich für Beziehungen zum Parlament (Ministro senza Portafoglio per i Rapporti con il Parlamento).
Daraufhin war Ferrari Aggradi zwischen dem 6. August 1970 und dem 17. Februar 1972 Schatzminister (Ministro del Tesoro) sowie im Anschluss im Kabinett Andreotti I vom 17. Februar bis zum 26. Juni 1972 Minister für öffentliche Arbeiten (Ministro die Lavori Pubblici). Im darauf folgenden zweiten Kabinett Andreotti fungierte er zwischen dem 26. Juni 1972 und dem 7. Juli 1973 abermals als Minister für staatliche Beteiligungen und vom 7. Juli 1973 bis zum 14. März 1974 erneut als Minister für Landwirtschaft und Forsten im vierten Kabinett Rumor.
Ferrari Aggradi legte am 2. März 1976 sein Mandat in der Abgeordnetenkammer nieder, wurde aber bei den Wahlen am 27. Juni 1979 für die Democrazia Cristiana zum Mitglied des Senats (Senato della Repubblica) gewählt und gehörte diesem bis zum 22. April 1992. Während dieser Zeit war er Mitglied und Vorsitzender verschiedener Ausschüsse und Sonderausschüsse des Senats, darunter zwischen August 1983 und Juli 1987 Vorsitzender des Haushaltsausschusses (Commissione Permante di Bilancio).
Nach seinem Tode wurde er in Castelnuovo Bocca d’Adda in der Provinz Lodi beigesetzt, woher seine Vorfahren stammten.